# Коломб-ле-Везуль
Коло́мб-ле-Везу́ль (фр. Colombe-lès-Vesoul) — коммуна во Франции, находится в регионе Франш-Конте. Департамент — Верхняя Сона. Входит в состав кантона Норуа-ле-Бур. Округ коммуны — Везуль.
Код INSEE коммуны — 70162.

## География
Коммуна расположена приблизительно в 320 км к юго-востоку от Парижа, в 45 км севернее Безансона, в 5 км к востоку от Везуля.
По территории коммуны протекает река Колонбина.

## Население
Население коммуны на 2010 год составляло 500 человек.
| 1962 | 1968 | 1975 | 1982 | 1990 | 1999 | 2010 |
| ---- | ---- | ---- | ---- | ---- | ---- | ---- |
| 170  | 178  | 218  | 264  | 354  | 405  | 500  |

## Администрация
| Период | Период | Фамилия      | Партия | Примечания |
| ------ | ------ | ------------ | ------ | ---------- |
| 2001   | 2008   | Жерар Бонтур |        |            |
| 2008   | 2014   | Патрик Гу    |        |            |

## Экономика
В 2010 году среди 350 человек трудоспособного возраста (15—64 лет) 258 были экономически активными, 92 — неактивными (показатель активности — 73,7 %, в 1999 году было 75,1 %). Из 258 активных жителей работали 237 человек (117 мужчин и 120 женщин), безработными было 21 (13 мужчин и 8 женщин). Среди 92 неактивных 51 человек были учениками или студентами, 26 — пенсионерами, 15 были неактивными по другим причинам.

## Достопримечательности
- Замок Коломб-ле-Везуль[фр.] (1733 год). Исторический памятник с 1988 года[3]
- Церковь Сен-Дени (1282 год)
- Крест на кладбище (XV век). Исторический памятник с 1927 года[4]
- Дольмен Пьер-ки-Вир (эпоха неолита). Исторический памятник с 1976 года[5]

## Фотогалерея

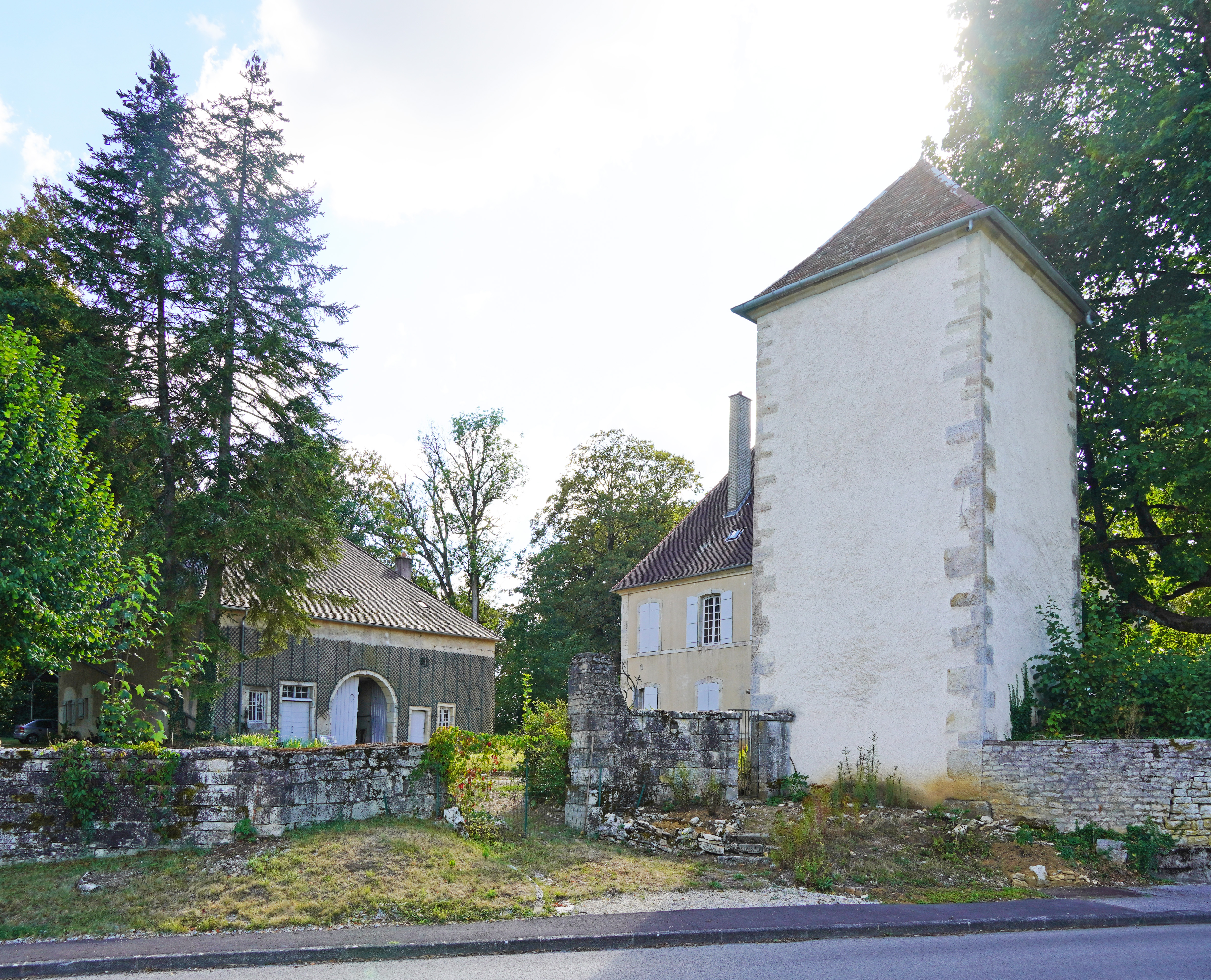
Замок Коломб-ле-Везуль
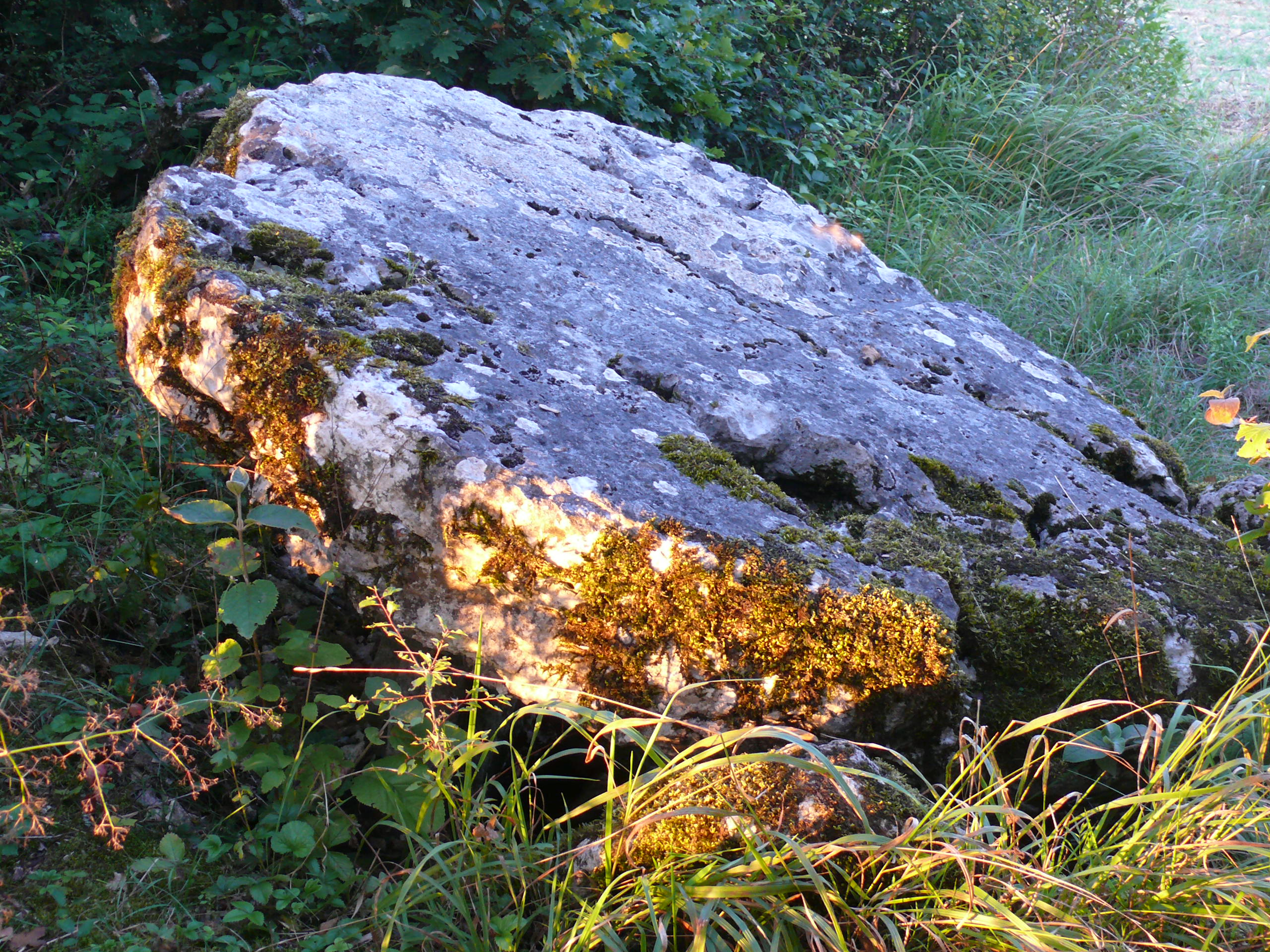
Дольмен Пьер-ки-Вир
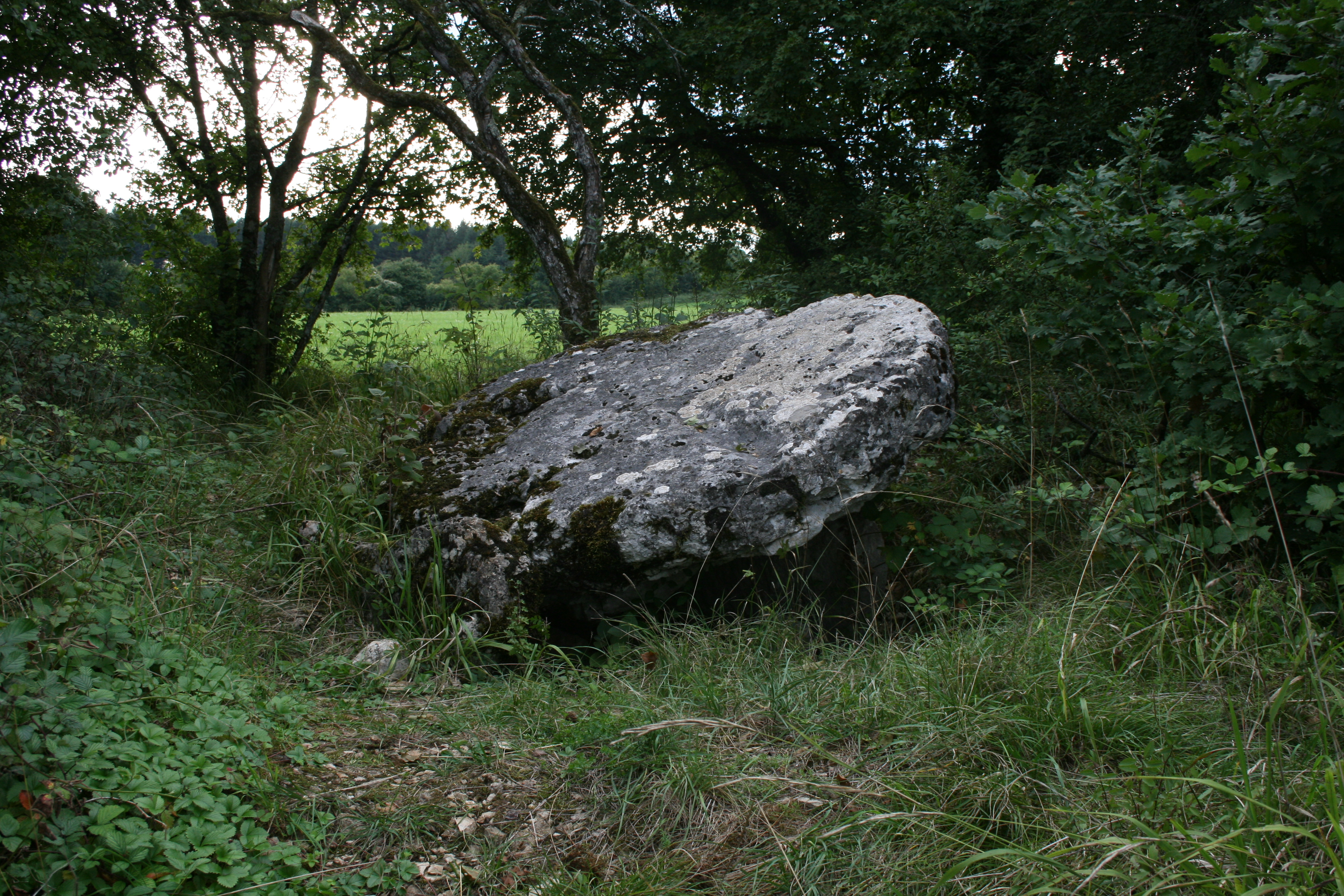
Дольмен Пьер-ки-Вир
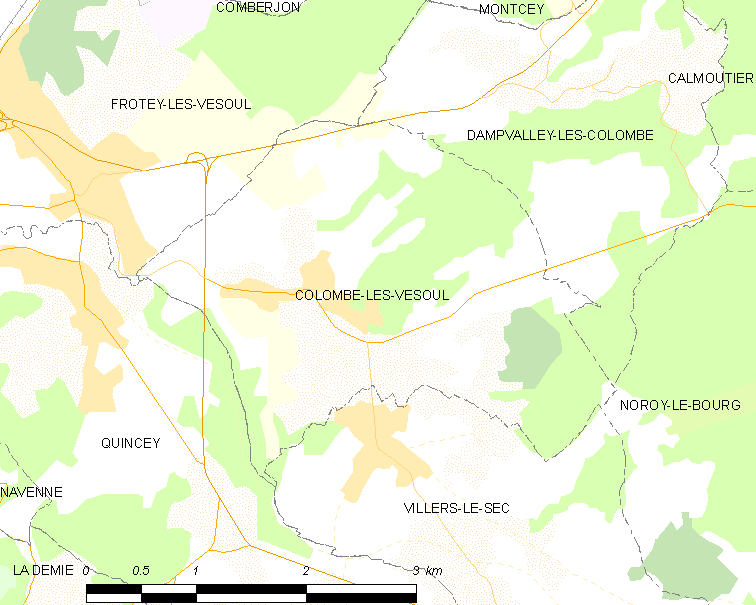
Карта коммуны